# Mehdi El Idrissi
Pour les articles homonymes, voir Idrissi.
Mehdi El Idrissi, né le 12 juillet 1977, est un homme d'affaires marocain.
Il est le Partner chargé de l'Afrique du Nord au sein d'ECI Group.

## Carrière
Mehdi El Idrissi débute en 2002 sa carrière au Maroc au sein du groupe familial Kettani comme Directeur administratif et financier pour participer à la création d'Ekman converting, une coentreprise avec le groupe suédois de cellulose Ekman & Co AB. Il accompagne ensuite la structuration du groupe Kettani (50 M€ de CA, 500 personnes) et occupe le poste de directeur administratif et financier du groupe (10 filiales dans des activités de transformation de papier et de ouate de cellulose, promotion immobilière), au Maroc et en Afrique de l'Ouest (Côte d’Ivoire, Mali et Sénégal).
En 2007, durant le mandat de Moulay Hafid Elalamy, il rejoint la Confédération générale des entreprises du Maroc en qualité de secrétaire général. Promu Directeur Délégué en 2008, il assure la direction générale de l'institution, contribue à la définition des orientations stratégiques, à la conception et la rédaction de diverses stratégies nationales en partenariat avec l’État marocain et notamment le Pacte national pour l'émergence industrielle. À cette occasion, il est décoré par le roi Mohammed VI des insignes de Chevalier de l'Ordre du Mérite.
De 2010 à 2015, Mehdi El Idrissi met à profit sa connaissance des enjeux concurrentiels dans la région MENA (notamment Dubaï, Égypte, Liban) pour conseiller des directions générales d’entreprise dans les secteurs de l'aéronautique et de la logistique. 
En 2012 à la suite de l'élection de Miriem Bensaleh-Chaqroun à la présidence de la Confédération générale des entreprises il rejoint le Conseil d'administration,, et préside la commission compensation industrielle et accès aux marchés publics,.
De septembre 2015 à décembre 2019 Mehdi El Idrissi apporte son expertiseau sein du cabinet Eurosearch & Associés,, pour accompagner dans tous les secteurs le développement des entreprises et des fonds d'investissement au Maroc, en Afrique subsaharienne, dans la région MENA. Il participe au développement des prestations de gouvernance et de management de transition, de recrutement de dirigeants, d'évaluation du leadership, de revue de management, d'organisation des structures managériales.
Il est aujourd'hui Managing Partner d'Alides Africa, Partner en charge de l'Afrique du Nord au sein d'ECI GROUP.

## Monde associatif et économique
Dans le monde de l'entreprise il est administrateur du Conseil national du commerce extérieur (CNCE) qui est un organisme paritaire regroupant tous les intervenants publics et privés impliqués directement ou indirectement dans le commerce extérieur. 
Il est également membre du Club confluence du CEPS. Centre de réflexion indépendant fondé en 1985, le Centre d’étude et de prospective stratégique (CEPS) a pour objectif de cerner, d’analyser et de mettre en perspective les grands facteurs d’évolution du monde contemporain, qu’ils soient technologiques, économiques financiers ou afin d’accompagner les entreprises, les institutions et les États à se positionner dans un environnement mondial extrêmement mouvant.
Impliqué également dans le domaine humanitaire, Mehdi El Idrissi est membre des associations Coup de pouce humanitaire, Autremonde et #Leplusimportant..

## Distinctions
- Ouissam de mérite national de l'ordre de chevalier (7 avril 2010)[22]
- International Visitor Leadership Program (IVLP)[23] Alumni on Entrepreneurship and business management, programme lancé à la suite du discours du 4 juin 2009 du président Obama au Caire.

## Publications
- Guide de la compensation industrielle Guide[24]de la CGEM[25]
- Les industriels marocains au bout du rouleau[26]
- Marchés Publics, les non-dits de la réforme[27]
- FinanceNews - Entretien : «La relève managériale, une problématique pour de nombreuses entreprises familiales»[28]
- L'industrie automobile, moteur du développement africain[29]?Article de La Tribune
- Afrique : comment appréhender le lion[30] ?
- Casablanca Finance City offers hub to Africa-bound local and foreign business[31] Article du Financial Times[32]
- Moroccan companies and banks support king’s push into Africa[33] - Article du Financial Times[34]